# Shelley Mann
Shelley Mann (* 15. Oktober 1937 in New York; † 24. März 2005) war eine US-amerikanische Schwimmerin.
Sie litt in ihrer Kindheit an Polio und begann so zur Stärkung ihrer Muskeln mit dem Schwimmen. Mit dem Leistungsschwimmen begann sie mit 12 Jahren und wurde innerhalb einiger Jahre zu einer der vielseitigsten Schwimmerinnen ihrer Zeit. Bei den Olympischen Spielen 1956 in Melbourne wurde sie über 100 m Schmetterling Olympiasiegerin und gewann mit der 4 × 100-m-Freistilstaffel die Silbermedaille. In den 1950er Jahren hielt sie teilweise zeitgleich die Weltrekorde über 100 m und 200 m Schmetterling, über 100 m Freistil und über 400 m Lagen. Insgesamt gewann sie im Schwimmen 24 nationale Meistertitel.
Im Jahr 1966 wurde sie in die Ruhmeshalle des internationalen Schwimmsports aufgenommen.